# Sybra tricoloripennis
Sybra tricoloripennis es una especie de escarabajo del género Sybra, familia Cerambycidae. Fue descrita científicamente por Breuning en 1961.
Habita en Indonesia. Esta especie mide 6 mm.